# دورف، سوئیس
دورف، سوئیس (به لاتین: Dorf) یک شهر در سوئیس است که در بخش آندلفنژان واقع شده‌است.